# Jovan Oliver
Jovan Oliver Grčinić (en serbio: Јован Оливер Грчинић, aprox. 1310-1356) fue un magnate del emperador serbio Esteban Uroš IV Dušan, teniendo los títulos de sebastocrátor y déspota, y el rango de «gran voivoda», mostrando su importancia y su estatus como uno de los nobles más importantes de Dušan. Oliver apoyó a Dušan en la guerra de sucesión contra su padre, y fue uno de los supremos generales en las expediciones militares del sur (Macedonia, Tesalia). Su provincia incluía Ovče Pole y la orilla izquierda del Vardar. Después de la muerte del emperador Dušan, no hay más menciones de Oliver. Durante la caída del Imperio serbio, sus tierras estaban en manos de los Dejanović.

## Vida
Jovan era el hijo de un noble griego que poseía tierras en alguna parte del reino de Serbia.
Jovan es referido en una fuente ragusea como Oliver Grčinić, y su conocimiento del griego presta apoyo a la noción de un origen griego. Gobernó su dominio, en la actual Macedonia del Norte, como un príncipe semindependiente, reconociendo soberanía de Serbia pero no subordinado a ella. Probablemente había apoyado a Esteban Dušan en el derrocamiento de su padre, el rey Uroš III, en 1331, y después de la muerte de su primera esposa, Karavida, en 1336, se casó con María Paleóloga, la madrastra de Dušan. Hay un considerable debate académico de cuando Jovan Oliver adquirió sus dominios, es decir, si los tuvo antes del ascenso de Dušan, o si el rey de Serbia le otorgó como recompensa por su apoyo, o si los consiguió como resultado de su matrimonio con María.
En cualquier caso, fue uno de los nobles más poderosos bajo Dušan, y ejerció una influencia considerable sobre él, como se evidenció en las negociaciones en julio de 1342 que llevó a la decisión de apoyar a Juan VI Cantacuceno en la guerra civil bizantina de 1341-1347, a cambio de esperar casar a su hija con Manuel Cantacuceno. También estuvo activo en la guerra de 1334 con el Imperio bizantino, y estuvo presente durante las subsiguientes negociaciones de paz junto con Vratko Nemanjić, cuando Jovan probablemente fue nombrado déspota por Andrónico III Paleólogo. Con la muerte de Hrelja a finales de 1342, cuando el dominio de este último se dividió entre Jovan Oliver y Dušan, fue capaz de ampliar aún más sus territorios, incluyendo las importantes ciudades de Štip y Strumica.
En 1341, imitando a los reyes serbios, construye el monasterio de Lesnovo como su dotación. Jovan Oliver sobrevivió a Dušan, pero después de su muerte, sus hijos no pudieron afirmarse: posiblemente con la oposición de una coalición de otros nobles, no adquirieron ninguna posición de importancia, y la mayoría de las tierras de su padre fueron asumidas por Constantino y Jovan, los hijos del sebastocrátor Dejan Dragaš de Kumanovo.